# Харланд, Уолтер Брайан
Уолтер Брайан Харланд (англ. Walter Brian Harland, 22 марта 1917 года — 1 ноября 2003 года) — британский геолог. В течение 30 лет был редактором международного Geological Magazine. Много сделал для организации и проведения геологических исследований на Шпицбергене. В 1968 году Королевское географическое общество вручило ему золотую медаль за изучение Арктики. Получил еще ряд наград. Во время Второй мировой войны был отказником совести. В 1942—1946 годах работал в Китае. Всю жизнь дружил с Джозефом Нидэмом.